# Arcos de las Salinas
Arcos de las Salinas – gmina w Hiszpanii, w prowincji Teruel, w Aragonii, o powierzchni 112,99 km². W 2011 roku gmina liczyła 105 mieszkańców.